# Филипина Сабина фон Хоенлое-Шилингсфюрст
Филипина Сабина фон Хоенлое-Валденбург-Шилингсфюрст (на немски: Philippina Sabina zu Hohenlohe-Waldenburg-Schillingsfürst; * 26 февруари 1620; † 24 ноември 1681) е графиня от Хоенлое-Валденбург-Шилингсфюрст и чрез женитба графиня на Вид.
Тя е третата дъщеря на граф Георг Фридрих II фон Хоенлое-Шилингсфюрст (1595 – 1635) и съпругата му графиня Доротея София фон Золмс-Хоензолмс (1595 – 1660), дъщеря на граф Херман Адолф фон Золмс-Хоензолмс (1545 – 1613) и съпругата му графиня Анна София фон Мансфелд-Хинтерорт (1562 – 1601).
Филипина Сабина се омъжва на 20 октомври 1663 г. в Грайфенщайн за граф Фридрих III фон Вид (1618 – 1698). Тя е втората му съпруга. Бракът е бездетен.
Филипина Сабина фон Хоенлое умира на 61 години на 24 ноември 1681 г.